# 中国電力
中国電力株式会社（ちゅうごくでんりょく）は、広島県広島市に本社を置く電力会社。主に、中国地方を営業エリアとする。
ブランド名は「EnerGia」（エネルギア：ラテン語でエネルギーの意）。

## 概要
略称として中電（ちゅうでん）や、中国電、あるいはブランド名のEnerGiaが使われている。ただし中電と言うと、全国的には同社より規模の大きい電力会社である中部電力（愛知県名古屋市）の略称として用いられることがほとんどであり（ドメイン名「chuden.co.jp」も中部電力のもの）、中国地方以外では、中国電力は「中国電」、中部電力は「中部電」と表記されるのが一般的である。インターネットでのドメイン名がブランド名の「energia.co.jp」となっているのもこのため。
ブランドスローガンは「いいことプラス　EnerGia」。
中国電力は山口県営の電力事業などをもとに発足した経緯から、山口県が大株主となっている。かつては外郭団体である財団法人山口県振興財団を通じて13.72％の株式を保有する筆頭株主であったが、山口県の機構改革に伴う2012年3月末での同財団の解散に合わせて一部の株式を売却し、保有比率を下げている。

## 営業エリア
電力小売事業
- 中国地方、関東地方など
- 香川県小豆島（土庄町、小豆島町）や直島諸島（香川郡直島町）、また芸予諸島の大島以北（愛媛県上島町、今治市のしまなみエリア〈旧関前村、伯方町、上浦町、大三島町、宮窪町、および馬島を除く吉海町〉）については四国電力ではなく中国電力の営業エリアおよび中国電力ネットワークのサービスエリアとなっている。

## 沿革
- 1939年（昭和14年）4月1日 - 日本発送電発足。
- 1942年（昭和17年）4月1日 - 中国配電株式会社が開業。
- 1945年（昭和20年）8月6日 - 中国配電、広島市への原子爆弾投下により、本店と広島支店焼失。
- 1951年（昭和26年）5月1日 - 松永安左エ門（電気事業再編成審議会委員長）のGHQへの説得による、国会決議より効力が強いGHQポツダム政令を元に、中国電力設立 （日本発送電中国支社と中国配電の合併による）。
- 1958年（昭和33年） - 中国電力初の新設石炭火力発電所、新宇部発電所1号機が運転開始（のちに石油を経て石炭に再転換）。
- 1959年（昭和34年）6月 - 石炭火力発電所、坂発電所増設1・2号機が運転開始。
- 1961年（昭和36年）11月 - 石炭火力発電所、水島発電所1号機が運転開始（のちに石油を経て石炭に再転換）。
- 1964年（昭和39年）8月 - 中国電力初の石油火力発電所、下松発電所1号機が運転開始。
- 1966年（昭和41年） - 石油火力発電所、岩国発電所1号機が運転開始。
- 1967年（昭和42年）3月 - 石炭・石油混焼火力発電所、下関発電所1号機が運転開始（のちに石炭専焼に転換）。
- 1969年（昭和44年）7月 - 中国電力初の揚水式発電所、新成羽川発電所が全面運転開始。
- 1971年（昭和46年）3月 - 石油火力発電所、玉島発電所1号機が運転開始。
- 1974年（昭和49年）3月 - 国内初の国産原子力発電所、島根原子力発電所1号機が運転開始。
- 1980年（昭和55年）3月 - 中国電力初の50万V変電所・送電線営業運転開始。
- 1984年（昭和59年） - 三蟠発電所（石炭火力）廃止。
- 1985年（昭和60年） - 小野田発電所（石炭火力）廃止。
- 1986年（昭和61年）3月 - 坂発電所（石炭火力）廃止。
- 1986年（昭和61年）4月 - 石炭火力発電所、新小野田発電所1号機が運転開始。
- 1989年（平成元年）2月 - 島根原子力発電所2号機が運転開始。
- 1990年（平成2年） - 新宇部発電所（石炭火力）廃止。
- 1991年（平成3年）1月 - CI（コーポレートアイデンティティ）宣言を行い、キーコンセプトを「Energia（エネルギア）」とした。
- 1992年（平成4年）12月 - 中国電力初のコンバインドサイクル発電方式を採用した柳井発電所1号系列が運転開始（LNG火力発電所としても中国電力初）。
- 1996年（平成8年）1月 - 日本初の1,300℃級ACCを採用した柳井発電所2号系列が運転開始。
- 1998年（平成10年）6月 - 石炭火力発電所、三隅発電所1号機が運転開始。中国電力初の単体出力100万kW機。
- 2000年（平成12年）11月 - 石炭火力発電所、大崎発電所1-1号機が運転開始。中国電力では初めてとなる加圧流動床複合発電(PFBC)方式を採用。
- 2001年（平成13年）6月 - 50万V送電線第2ルート営業運転開始。
- 2006年（平成18年）3月 - ブランドスローガン「いいことプラス　Energia（エネルギア）」策定。
- 2007年（平成19年）8月 - 新小野田発電所において、木質バイオマスの混焼を開始。
- 2008年（平成20年）6月 - 大崎発電所1-2号機建設計画中止[3]。
- 2009年（平成21年）4月 - 水島発電所1号機をコンバインドサイクル発電方式へ設備更新を行い、同時にLNG火力に転換[4]。
- 2010年（平成22年）1月 - 島根県知事ならびに浜田市長に対し石炭火力三隅発電所2号機の建設計画を上関原子力発電所の開発完了後に延期とすることを申し入れ[5]。
- 2011年（平成23年）10月 - 大崎発電所1-1号機、配管の損傷による稼働率低下が顕著となり運転休止へ[6]。今後は電源開発との共同出資で石炭火力発電の試験プラントを整備する[6]。
- 2015年 (平成27年)　3月 - 島根原子力発電所1号機の廃炉決定[7]。
- 2017年 (平成29年)　7月 - 島根原子力発電所1号機の廃炉に着手[8][9]。
- 2017年（平成29年）10月 - 送配電事業の法的分離に向けた「送配電カンパニー」の新設など、全社的な組織整備を実施[10]。
- 2020年（令和2年）4月1日 - 同社の送配電カンパニーが、発送電分離の法的措置により「中国電力ネットワーク株式会社」に分社化。また、離島における発電事業も中国電力ネットワークに移管された。同時に、発電・小売事業を継承した事業持株会社としての「（新）中国電力株式会社」が発足。

### 歴代社長
| 代数   | 氏名       | 在任期間    | 出身校                                       |
| ------ | ---------- | ----------- | -------------------------------------------- |
| 初代   | 島田兵蔵   | 1951 - 1961 | 早稲田大学理工学部                           |
| 第2代  | 櫻内乾雄   | 1961 - 1971 | 東京帝国大学電気工学科（現・東京大学工学部） |
| 第3代  | 山根寛作   | 1971 - 1981 | 神戸大学                                     |
| 第4代  | 松谷健一郎 | 1981 - 1989 | 京都帝国大学工学部（現・京都大学工学部）     |
| 第5代  | 多田公煕   | 1989 - 1995 | 九州帝国大学（現・九州大学）法文学部         |
| 第6代  | 髙須司登   | 1995 - 2001 | 一橋大学法学部                               |
| 第7代  | 白倉茂生   | 2001 - 2006 | 早稲田大学理工学部                           |
| 第8代  | 山下隆     | 2006 - 2011 | 九州大学工学部                               |
| 第9代  | 苅田知英   | 2011 - 2016 | 九州大学法学部                               |
| 第10代 | 清水希茂   | 2016 - 2021 | 大阪大学基礎工学部                           |

## 発電所
合計 99箇所、1035万9000kW（2024年3月31日現在）
- 総出力には長期計画停止中、定期点検中の号機を含む。廃止された号機、建設中の号機は含まない。

### 水力発電所
90箇所、291万kW
- 主な水力発電所（5万kW以上の発電所）

| 発電所名       | 水系名 | 方式             | 総出力   | 所在地                 |
| -------------- | ------ | ---------------- | -------- | ---------------------- |
| 俣野川発電所   | 日野川 | ダム式（揚水式） | 120万kW  | 鳥取県日野郡江府町     |
| 新成羽川発電所 | 高梁川 | ダム式（揚水式） | 30.3万kW | 岡山県高梁市           |
| 南原発電所     | 太田川 | ダム式（揚水式） | 62万kW   | 広島県広島市安佐北区   |
| 滝山川発電所   | 太田川 | ダム水路式       | 5.15万kW | 広島県山県郡安芸太田町 |

- 他の水力発電所については、電力会社管理ダム#中国電力を、管理する発電用ダム一覧については日本の発電用ダム一覧#中国電力を参照のこと。

### 火力発電所
6箇所、662万3000kW（関連会社経営の発電所除く）
| 発電所名       | 使用燃料             | 総出力    | 号機                      | 出力          | 運転開始             | 所在地                 | 備考                                                    |
| -------------- | -------------------- | --------- | ------------------------- | ------------- | -------------------- | ---------------------- | ------------------------------------------------------- |
| 三隅発電所     | 石炭                 | 200万kW   | 1号機                     | 100万kW       | 1998年6月            | 島根県浜田市           |                                                         |
| 三隅発電所     | 石炭                 | 200万kW   | 2号機                     | 100万kW       | 2022年11月           | 島根県浜田市           |                                                         |
| 水島発電所     | LNG                  | 62.5万kW  | 1号機                     | 28.5万kW      | 2009年4月            | 岡山県倉敷市           | 1号機はCC方式に更新。2号機は廃止。                      |
| 水島発電所     | LNG                  | 62.5万kW  | 3号機                     | 34万kW        | 1973年2月            | 岡山県倉敷市           | 1号機はCC方式に更新。2号機は廃止。                      |
| 玉島発電所     | 重油、原油、LNG      | 120万kW   | 1号機                     | 35万kW        | 1971年3月            | 岡山県倉敷市           |                                                         |
| 玉島発電所     | 重油、原油           | 120万kW   | 2号機 3号機               | 35万kW 50万kW | 1972年4月 1974年6月  | 岡山県倉敷市           |                                                         |
| 大崎発電所     | 石炭                 | 25.9万kW  | 1-1号機                   | 25.9万kW      | 2000年11月           | 広島県豊田郡大崎上島町 | 加圧流動床複合発電(PFBC)方式。 2011年10月長期計画停止。 |
| 柳井発電所     | LNG                  | 153.9万kW | 1号系列(6基) 2号系列(4基) | 万kW          | 1992年12月 1996年1月 | 山口県柳井市           | CC方式。                                                |
| 新小野田発電所 | 石炭、木質バイオマス | 100万kW   | 1号機 2号機               | 50万kW        | 1986年4月 1987年1月  | 山口県山陽小野田市     |                                                         |

#### 関連会社運営
| 発電所名        | 使用燃料                  | 認可出力 | 号機              | 出力            | 運転開始                       | 所在地       | 運営会社       | 備考                        |
| --------------- | ------------------------- | -------- | ----------------- | --------------- | ------------------------------ | ------------ | -------------- | --------------------------- |
| 倉敷共同発電所* | 副生ガス、LNG、重油、石炭 | 61.3万kW | 3号機 4号機 5号機 | 15.6万kW        | 1970年4月 1971年7月 1975年10月 | 岡山県倉敷市 | 瀬戸内共同火力 | 旧1、2号機は廃止。          |
| 倉敷共同発電所* | 副生ガス、LNG             | 61.3万kW | 新1号機           | 14.9万kW        | 1994年6月                      | 岡山県倉敷市 | 瀬戸内共同火力 | 新1号機はCC方式。           |
| 福山共同発電所* | 副生ガス、重油            | 84.4万kW | 4号機 5号機 6号機 | 15.6万kW        | 1970年 1971年 1972年           | 広島県福山市 | 瀬戸内共同火力 | 旧1、旧2号機、3号機は廃止。 |
| 福山共同発電所* | 副生ガス                  | 84.4万kW | 新1号機 新2号機   | 14.9万kW 23万kW | 1995年7月 2020年12月           | 広島県福山市 | 瀬戸内共同火力 | 新1号機、新2号機はCC方式。  |

* 倉敷共同発電所は出力の半分をJFEスチール西日本製鉄所倉敷地区（旧川崎製鉄）へ供給。
* 福山共同発電所は出力の半分をJFEスチール西日本製鉄所福山地区（旧日本鋼管）へ供給。

### 原子力発電所
1箇所（建設計画中1箇所）、82万kW
| 発電所名         | 原子炉型式           | 総出力 | 号機  | 出力   | 運転開始      | 所在地             | 備考                                                           |
| ---------------- | -------------------- | ------ | ----- | ------ | ------------- | ------------------ | -------------------------------------------------------------- |
| 島根原子力発電所 | 沸騰水型軽水炉       | 82万kW | 2号機 | 82万kW | 1989年2月10日 | 島根県松江市       | 3号機（137.3万kW）建設中。 2号機定期点検中。 1号機は2017年廃炉 |
| 上関原子力発電所 | 改良型沸騰水型軽水炉 | kW     |       |        |               | 山口県熊毛郡上関町 | 1・2号機計画中、 計274.6万kW予定。                             |

### 新エネルギー
2箇所、6,000kW
| 発電所名         | 方式       | 総出力  | 運転開始      | 所在地       |
| ---------------- | ---------- | ------- | ------------- | ------------ |
| 福山太陽光発電所 | 太陽光発電 | 0.3万kW | 2011年12月1日 | 広島県福山市 |
| 宇部太陽光発電所 | 太陽光発電 | 0.3万kW | 2014年12月1日 | 山口県宇部市 |

### 過去に存在した発電施設

#### 火力発電所
| 発電所名     | 使用燃料   | 総出力   | 廃止時期 | 所在地             |
| ------------ | ---------- | -------- | -------- | ------------------ |
| 三蟠発電所   | 石炭       | kW       | 1984年   | 岡山県岡山市       |
| 坂発電所     | 石炭       | 13.2万kW | 1986年   | 広島県安芸郡坂町   |
| 小野田発電所 | 石炭       | kW       | 1985年   | 山口県山陽小野田市 |
| 新宇部発電所 | 石炭       | 30.6万kW | 1990年   | 山口県宇部市       |
| 岩国発電所   | 重油、原油 | 85万kW   | 2020年   | 山口県岩国市       |
| 下松発電所   | 重油、原油 | 70万kW   | 2023年   | 山口県下松市       |
| 下関発電所   | 石炭、重油 | 57.5万kW | 2024年   | 山口県下関市       |

### 電源調達入札制度について
- 1995年（平成7年）の電気事業制度改革において電源調達入札制度が創設され、卸供給事業者（IPP・独立系発電事業者）2社と供給契約を結んでいる[14]。

2箇所、23万5000kW
| 卸供給事業者                                                    | 契約電力 | 供給開始  | 所在地       | 備考                                                               |
| --------------------------------------------------------------- | -------- | --------- | ------------ | ------------------------------------------------------------------ |
| 三菱レイヨン（大竹事業所）                                      | 4万kW    | 2004年3月 | 広島県大竹市 |                                                                    |
| ユービーイーパワーセンター （ユービーイーパワーセンター発電所） | 19.5万kW | 2004年3月 | 山口県宇部市 | UBE三菱セメントへ移管し「UBE三菱セメント宇部発電所」として運用中。 |

- 事業者名はいずれも契約当時。

## 変電所
変電所は、2020年（令和2年）4月、中国電力ネットワークに移管した。

## 事業所

### 営業拠点
- 本社（広島県域） 広島県広島市中区小町4-33
  - 広島統括セールスセンター 広島県広島市中区竹屋町2-42（広島営業所内）
  - 福山セールスセンター 広島県福山市沖野上町1丁目7-28（福山営業所内）
  - 尾道セールスセンター 広島県尾道市栗原町5908-1（尾道営業所内）
  - 東広島セールスセンター 広島県東広島市西条下見5丁目5-15（東広島営業所内）
  - 三次セールスセンター 広島県三次市十日市中1丁目1-1（三次営業所内）
  - 呉セールスセンター 広島県呉市西中央2丁目2-11（呉営業所内）
  - 広島北セールスセンター 広島県広島市安佐南区緑井1丁目25-28（広島北営業所内）
  - 廿日市セールスセンター 広島県廿日市市串戸6丁目5-12（廿日市営業所内）
- 鳥取支社 鳥取県鳥取市新品治町1-2
  - 鳥取統括セールスセンター 鳥取県鳥取市新品治町1-2（鳥取支社内）
  - 米子セールスセンター 鳥取県米子市加茂町2丁目51（米子営業所内）
- 島根支社 島根県松江市母衣町115
  - 島根統括セールスセンター 島根県松江市東朝日町5-1（松江営業所内）
  - 出雲セールスセンター 島根県出雲市小山町225（出雲営業所内）
  - 浜田セールスセンター 島根県浜田市黒川町129-5（浜田営業所内）
- 岡山支社 岡山県岡山市北区内山下1丁目11-1（うちさんげ電気ビル内）
  - 岡山統括セールスセンター 岡山県岡山市北区内山下1丁目11-1（うちさんげ電気ビル内）
  - 岡山東セールスセンター 岡山県岡山市東区西大寺中野422-3（岡山東営業所内）
  - 津山セールスセンター 岡山県津山市上河原208-3（津山営業所内）
  - 倉敷セールスセンター 岡山県倉敷市中庄2293-2（倉敷営業所内）
  - 高梁セールスセンター 岡山県高梁市落合町阿部1723-5（高梁営業所内）
- 山口支社 山口県山口市中央2丁目3-1
  - 山口統括セールスセンター 山口県山口市中央2丁目3-1（山口支社内）
  - 周南セールスセンター 山口県周南市久米東神女3196-1（周南営業所内）
  - 岩国セールスセンター 山口県岩国市南岩国町1丁目16-6（岩国営業所内）
  - 宇部セールスセンター 山口県宇部市相生町7-36（宇部営業所内）
  - 下関セールスセンター 山口県下関市竹崎町3丁目8-13（下関営業所内）
- 東京支社 東京都千代田区丸の内1丁目7-12（サピアタワー25階）

### 営業所
営業所は、2020年（令和2年）3月まで中国電力に存在した組織である。同年4月、中国電力ネットワークの発足時に、同社に移管され、同社のネットワークセンターとなった。
- 鳥取県
  - 鳥取営業所 鳥取県鳥取市新品治町1-6
  - 倉吉営業所 鳥取県倉吉市駄経寺町245-6
  - 米子営業所 鳥取県米子市加茂町2丁目51
- 島根県
  - 松江営業所 島根県松江市東朝日町5-1
  - 隠岐営業所 島根県隠岐郡隠岐の島町港町塩口84-119
  - 出雲営業所 島根県出雲市小山町225
  - 浜田営業所 島根県浜田市黒川町129-5
  - 益田営業所 島根県益田市あけぼの本町7-2
- 岡山県
  - 岡山営業所 岡山県岡山市北区青江2丁目6-51
  - 小豆島営業所 香川県小豆郡小豆島町片城甲44-130
  - 岡山東営業所 岡山県岡山市東区西大寺中野422-3
  - 津山営業所 岡山県津山市上河原208-3
  - 倉敷営業所 岡山県倉敷市中庄2293-2
  - 高梁営業所 岡山県高梁市落合町阿部1723-5
- 広島県
  - 福山営業所 広島県福山市沖野上町1丁目7-28
  - 尾道営業所 広島県尾道市栗原町5908-1
  - 東広島営業所 広島県東広島市西条下見5丁目5-15
  - 三次営業所 広島県三次市十日市中1丁目1-1
  - 呉営業所 広島県呉市西中央2丁目2-11
  - 広島営業所 広島県広島市中区竹屋町2-42
  - 矢野営業所 広島県広島市安芸区矢野新町2丁目3-21
  - 広島北営業所 広島県広島市安佐南区緑井1丁目25-28
  - 廿日市営業所 広島県廿日市市串戸6丁目5-12
- 山口県
  - 周南営業所 山口県周南市久米東神女3196-1
  - 岩国営業所 山口県岩国市南岩国町1丁目16-6
  - 柳井営業所 山口県柳井市古開作東条685-11
  - 山口営業所 山口県山口市中央2丁目3-1
  - 萩営業所 山口県萩市椿沖田2106
  - 宇部営業所 山口県宇部市相生町7-36
  - 下関営業所 山口県下関市竹崎町3丁目8-13

### 電力所
電力所は、2020年（令和2年）3月まで中国電力に存在した組織である。変電所、水力発電所、送電線の工事・保守・点検業務を担っていた。同年4月、中国電力ネットワークの発足時に、同社に移管され、同社のネットワークセンターとなった。
- 鳥取県・島根県
  - 山陰電力所 島根県松江市母衣町115
  - 鳥取電力所 鳥取県鳥取市新品治町1-2
  - 米子電力所 鳥取県米子市加茂町2丁目51
  - 出雲電力所 島根県出雲市渡橋町1127-1
  - 浜田電力所 島根県浜田市野原町1941-12
  - 益田電力所 島根県益田市幸町1-5
- 岡山県
  - 岡山電力所 岡山県岡山市南区福成3丁目4-11
  - 倉敷電力所 岡山県倉敷市船倉町1275-4
  - 津山電力所 岡山県津山市神戸304-2
  - 高梁電力所 岡山県高梁市成羽町下原195
- 広島県
  - 広島北電力所 広島県広島市安佐北区亀山西2丁目3-30
  - 三次電力所 広島県三次市西酒屋町699-11
  - 広島電力所 広島県広島市中区竹屋町2-42
  - 尾道電力所 広島県尾道市新高山3丁目1170-27
  - 東広島電力所 広島県東広島市鏡山3丁目9-1（エネルギア総合研究所内）
  - 大竹電力所 広島県大竹市玖波5丁目11-1
- 山口県
  - 山口電力所 山口県宇部市大字善和187-13
  - 周南電力所 山口県周南市大字徳山字福田寺原4713
  - 萩電力所 山口県萩市椿2280

### 病院
- 中電病院 広島県広島市中区大手町3丁目4-27

### 研究所
- エネルギア総合研究所（本部） 広島県東広島市鏡山3丁目9-1
- エネルギア総合研究所（広島オフィス） 広島県広島市中区小町4-33

## グループ企業
※全て株式会社である。
- 電気事業サポートほか
  - 中国電力ネットワーク
  - 中電工業
  - 中電プラント（CPC）
  - 中国計器工業
  - 中電環境テクノス
  - Chugoku Electric Power Australia Resources Pty. Ltd.
  - Chugoku Electric Power International Netherlands B.V.
  - 電力サポート中国
  - 中電技術コンサルタント（CEC）
  - 千葉パワー
  - 中国高圧コンクリート工業
  - 瀬戸内共同火力
  - 瀬戸内パワー
  - 大崎クールジェン
  - 海田バイオマスパワー
  - エア・ウォーター＆エネルギア・パワー山口
  - 中電工
  - 中国電機製造
  - 小月製鋼所
  - イームル工業
- 総合エネルギー供給
  - エネルギア・ソリューション・アンド・サービス
  - パワー・エンジニアリング・アンド・トレーニングサービス
  - 水島エルエヌジー
- 情報通信
  - エネコム
- ビジネス・生活支援事業
  - エネルギアL&Bパートナーズ（旧 中国企業）
  - エネルギア・ビジネスサービス
  - エネルギア・ロジスティックス
  - アドプレックス
  - エネルギア介護サービス
  - 福利厚生倶楽部中国
  - ハウスプラス中国住宅保証

### かつてのグループ企業
- テンパール工業 - 2024年4月30日、株式を日東工業に譲渡[17]

## 主な提供番組
2006年（平成18年）10月以降、俣野川発電所（土用ダム）「安全データ捏造事件」をはじめとして不祥事が相次いだことから、2007年（平成19年）3月いっぱいまでCMを自粛、スポンサー紹介等から「いいことプラス」が抜け、CMがACジャパンのCMに差し替えられていた（ただし番組のスポンサードは継続、また中電プラントなど関連会社のCMが放送された）。
その後一部のCMは復活したが、2010年（平成22年）4月28日に発生した島根原子力発電所3号機建設の工事中に起きた作業員の死亡事故を受けて、再度CMが自粛でACジャパンに差し替えられている（ただし番組のスポンサードは継続、あわせて中電プラントなど関連会社のCMが放送されている）。2010年10月より再びCMを再開した。
2011年3月11日に発生した東北地方太平洋沖地震（東日本大震災）に伴い、以下の番組での中国電力の番組提供は行っていなかった。また、発生後しばらくは該当する番組でのCMの放送は行わず、CMはすべてACジャパンに差し替えられていた。提供クレジットを自粛の上、節電のお願いを伝える社告形式のCM等が放送されていた。
準広域圏（岡山・香川）サービスエリアの関係で、ブロックネットのテレビ番組は基本的には四国電力送配電の供給区域である香川県にも放送されている。ただし、香川県にも中国電力ネットワークが電力供給を行う区域は存在する。
2022年10月1日より、元中国電力陸上競技部の男子部員でかつ当社の営業マンだった原晋（現・青山学院大学教授、青学大陸上部男子長距離走監督）が、同年9月16日より開始した「明日へのたすき」の一環キャンペーンによるテレビCM「安定供給」が、現在放映されている。

### 現在
- テレビ新広島制作・FNSブロックネット
  - そ〜だったのかンパニー（山口県ではテレビ山口にネット）
- 山陰放送制作・JNNブロックネット
  - 宮川大助・花子のハテはてな?

### 過去
- テレビ新広島制作・FNSブロックネット（山口県では原則としてテレビ山口にネット）
  - クイズクロス5
  - エンジェルツアーハッピークイズ→エネルギアの旅ハッピークイズ→おもしろ学園ハッピークイズ
  - ラピュタ伝説～小さな挑戦物語～
  - ラピュタ伝説第2章～みんなの挑戦物語～
  - 親子笑劇場電太郎一家
  - ENERGY CHARGE
  - 人気もん!（山口県では開始当初テレビ山口、後に山口放送にネット）
- 広島ホームテレビ制作・ANNブロックネット（鳥取・島根両県では山陰放送にネット）
  - 自然賛歌
- 中国放送制作・JNNブロックネット
  - それゆけホッティーズ!
  - 素顔の時
  - ふたりの人時
- 広島テレビ制作・NNSブロックネット
  - ライフノート
- 中国放送制作・JRN、NRNブロックネット
  - エネルギー最前線 ミライレポート
- 広島エフエム放送制作・JFNブロックネット
  - 木もれ陽のアプローズ
- 所さんの目がテン!（サービスエリアのみ、現在はスポンサーから脱退）

## イメージキャラクター
- 中電坊や（～1987年）
- ハッピーエンジェル（1987年～2001年）
- エネルギアの国のなかまたち（2001年～）
  - あかりの精・アッカリー
  - 火の精・ファイアン
  - 水の精・ウォータン
  - 空の精・スカイン
  - 大地の精・グランドン

## スポーツ関連
- 中国電力陸上競技部
  - 原晋
- 中国電力レッドレグリオンズ
- 中国電力ライシス（女子卓球部）
  - 福岡春菜
- 中国電力坂グラウンド
- サンフレッチェ広島F.C - 株主および練習用ユニフォーム（右袖）スポンサー
- ガイナーレ鳥取 - オフィシャルスポンサー
- ファジアーノ岡山FC - オフィシャルスポンサー

## 主な出資企業
中国電力が出資する主な企業は以下の通り。ここでは放送事業者を記載する（出資比率は2011年3月31日時点）。
- テレビ新広島 - 1.24%
- 広島ホームテレビ - 5.0%
- 広島エフエム放送 - 3.3%
- 山口朝日放送 - 3.0%
- エフエム山陰 - 4.0%

## 不祥事
- 2006年10月、俣野川発電所土用ダムの測定値改ざん問題が発覚し，その後11月に，下関発電所冷却用海水の取水温度測定値変更問題，西郷発電所における大気汚染防止法の規制値超過問題が明らかになった。さらにその後の点検の結果、81事案（水力発電17事案，火力発電35事案，原子力発電29事案）の不適切事案が判明した[20]。
- 2022年5月、島根原子力発電所で協力会社から依頼を受けた業者が有効期限を偽った身分証明書を使って構内に入った。中国電力は発電所の安全性に問題はないとするが、「確認が不足していたことをおわび申し上げる。」と謝罪している[21]。
- 2022年12月、企業向け電力の販売を巡り、公正取引委員会から私的独占の禁止及び公正取引の確保に関する法律（独占禁止法）違反で課徴金納付命令案の事前通知を受けたと発表した[22]。2023年3月30日に約707億円の課徴金納付命令を受け、同日、滝本夏彦社長と清水希茂会長が引責辞任を表明した[23]。同年4月28日、命令を不服とし、処分取り消しを求めて提訴すると発表した[24]。同年7月14日、経済産業省は中国電力など5社に対し電気事業法に基づく業務改善命令を出した[25]。同年10月4日、法令遵守義務違反があったとして滝本前社長、清水前会長と渡部伸夫元副社長の3人に約5992万円の損害賠償を求めて広島地裁に提訴した[26][27]。